# Lars Emil Johansen
Lars Emil Johansen, född 1946 i Illorsuit, är en grönländsk politiker som representerar Siumut. Han var partiledare 1987-1997, medlem av den grönländska regeringen 1979-1986, och dess ledare (Landsstyreformand) 1991-1997. Han var ledamot av Grönlands landsting 1979-1999 samt 2005-2009, och valdes åter in 2013. 
Johansen var ledamot av Folketinget 1973-1979 och 2001-2011. Han var även medlem av Hjemmestyrekommissionen 1976-1978 och av Selvstyrekommissionen 2002-2008.

## Utmärkelser
- Nersornaat i silver,  21 juni 1989[2]
- Nersornaat i guld,  1996[3]
- Kommendör av Dannebrogorden,  14 januari 1997[4]
- Kommendör av kungliga norska förtjänstorden

[Redigera Wikidata]